# Olga Viscal Garriga

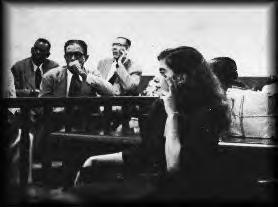
Olga llevada a juicio, por negarse a reconocer la autoridad de EE. UU. sobre Puerto Rico

Olga Isabel Viscal Garriga (5 de mayo de 1929 – 2 de junio de 1995) fue una oradora, activista, y política puertorriqueña-estadounidense; descendiente de un exgobernador de Puerto Rico. Fue una líder estudiantil y portavoz de la Rama en Río Piedras del Partido Nacionalista de Puerto Rico. Como defensora de la independencia de Puerto Rico, fue condenada a ocho años en una penitenciaría federal de los EE. UU., por negarse a reconocer la autoridad colonial (autodenominada soberana) de Estados Unidos sobre Puerto Rico.

Olga Viscal Garriga, acusada de infracción a la Ley 53, dijo ayer a la corte: ... que los tribunales cuando funcionan bajo un sistema colonial, siempre han violado los más elementales derechos humanos, e insistió en que ningún poder en este ...

## Biografía
Los padres de Olga (nombre de soltera Olga Isabel Viscal Garriga) Francisco Viscal Bravo y su esposa Laura Garriga Gonzalez, se mudaron de Puerto Rico a Brooklyn, Nueva York, donde nació en 1929. Olga era una de los siete hijos de la pareja. Los niños eran pentanietos de mariscal de campo Don Juan Andrés Daban y Busterino, que sirvió como el gobernador español de oficio, y Capitán General de Puerto Rico de 1783 a 89.
Sus padres regresaron a Puerto Rico y se establecieron en Río Piedras, donde se crio y se educó. Olga había sido testigo de la discriminación contra los puertorriqueños en Nueva York. Cuando creció, se manifestó muy en desacuerdo con las políticas de Estados Unidos que otorgaban limitados derechos humanos, libertad de expresión, y autodeterminación de Puerto Rico.

## Activista estudiantil
Olga se inscribió en la Universidad de Puerto Rico donde obtendría el doctorado en Ciencias Políticas. Durante la década de 1940, y mientras terminaba su doctorado, se convirtió en una líder estudiantil y portavoz en la sucursal en Río Piedras, del Partido Nacionalista de Puerto Rico. El Partido era dirigido por el Dr. Pedro Albizu Campos, y favorecía la expulsión del gobierno colonial de EE. UU. en Puerto Rico.

## Partido Nacionalista
Una serie de acontecimientos, cada vez más hostiles, entre el gobierno designado por EE. UU. y los nacionalistas tuvieron lugar en la década de 1930. En 1936, Albizu Campos fue detenido, y el 31 de marzo de 1937 (87 años), tuvo lugar la infame Masacre de Ponce. En 1947, Albizu Campos fue liberado de la cárcel.

## Ley Mordaza de Puerto Rico
El 21 de mayo de 1948, un proyecto de ley fue presentado ante el Senado de Puerto Rico con el objeto explícito de frenar los derechos independentistas de los movimientos anticolonialistas en la isla. El Senado, que en ese momento estaba controlada por el PPD y presidido por Luis Muñoz Marín, aprobó la ley. Esta ley, también fue conocida como la Ley Mordaza, y Ley 53, recibiendo la aprobación de la legislatura, el 21 de mayo de 1948. Esa ley, se parecía a la anticomunista Ley de Registro de Extranjeros de 1940 aprobada en los Estados Unidos, se convirtió en ley el 10 de junio de 1948, por la promulgación hecha por el gobernador designado por EE. UU. en Puerto Rico, Jesús T. Piñero convirtiéndose en la Ley 53.
Bajo esta nueva ley, sería un crimen imprimir, publicar, vender o exhibir cualquier material que pretendiese paralizar o destruir el gobierno insular, o para organizar cualquier sociedad, grupo o conjunto de personas con una intención destructiva similar. Cualquier acusado encontrado culpable de desobedecer la ley podría ser condenado a diez años de prisión, una multa de US$ 10.000 dólares, o ambos.
De acuerdo al Dr. Leopoldo Figueroa, miembro del Partido Estadista Puertorriqueño, y el único miembro de la Cámara de Representantes de Puerto Rico, que no pertenecía al PPD, la ley era represivo y en flagrante violación de la Primera Enmienda de la Constitución de los Estados Unidos que garantiza la Libertad de expresión. Por lo tanto, se trataba de un asalto a los derechos civiles de todos los puertorriqueños.
El 21 de junio de 1948, Albizu Campos pronunció un discurso en la ciudad de Manatí, donde explicó cómo esa Ley Mordaza violaba la Primera Enmienda de la Constitución de EE. UU. Los nacionalistas, de toda la isla, asistieron - para escuchar el discurso de Campos, y para evitar que la policía los arrestase.
Olga, que hizo amistad con el Dr. Pedro Albizu Campos, era una oradora talentosa y activista político. A pesar de que no estaba directamente involucrada en ningún acto violento, en 1950, Olga fue detenida porque participó en una manifestación que resultó mortal en el Viejo San Juan, después que las fuerzas estadounidenses abriesen fuego contra los manifestantes. En el enfrentamiento violento entre los "nacionalistas" y las "fuerzas coloniales" de EE. UU., uno de los manifestantes resultó muerto. Fue detenida el 2 de noviembre, junto con Carmen María Pérez González y Ruth Mary Reynolds, y encerradas en la prisión La Princesa. Durante su juicio en la corte federal en San Juan (Puerto Rico), fue acusada de no colaborar con el Gobierno Colonial de EE. UU., y se negó a reconocer la autoridad de los EE. UU. sobre Puerto Rico. Fue condenada a ocho años de prisión por desacato al tribunal, y puesta en libertad después de cumplir cinco.

## Denuncia de torturas en prisión
En 1952, el Partido Nacionalista de Puerto Rico, denunció tortura de los presos políticos en Puerto Rico, elevándola a la Organización de los Estados Americanos Además, en el caso particularísimo de Olga, contrajo tisis durante su encarcelamiento

## Últimos años
Después de su salida de la cárcel, fue a Cuba, donde fue la representante de Puerto Rico ante el Parlamento cubano. Como tal, se reunió con Fidel Castro, Che Guevara y otros. Era muy devota católica, y por lo tanto se desilusionó con sus políticas selecticas ateas. Después de criticar públicamente a Castro, salió de Cuba con la ayuda de su hermana menor, Irma. Olga falleció en junio de 1995 en San Juan, Puerto Rico. Dejó una descendencia de tres hijos: Pedro, Olga, y María Luz.

## Legado
Viscal Garriga fue la inspiración para el personaje principal Antígona, en la obra La Pasión Según Antígona Pérez, escrita por el dramaturgo puertorriqueño Luis Rafael Sánchez.
- Una placa fue colocada en el monumento a los participantes del Grito de Jayuya en Mayagüez, Puerto Rico, en honor a las mujeres del Partido Nacionalista de Puerto Rico. El nombre de Viscal Garriga se halla en la decimoquinta línea de la tercera placa.

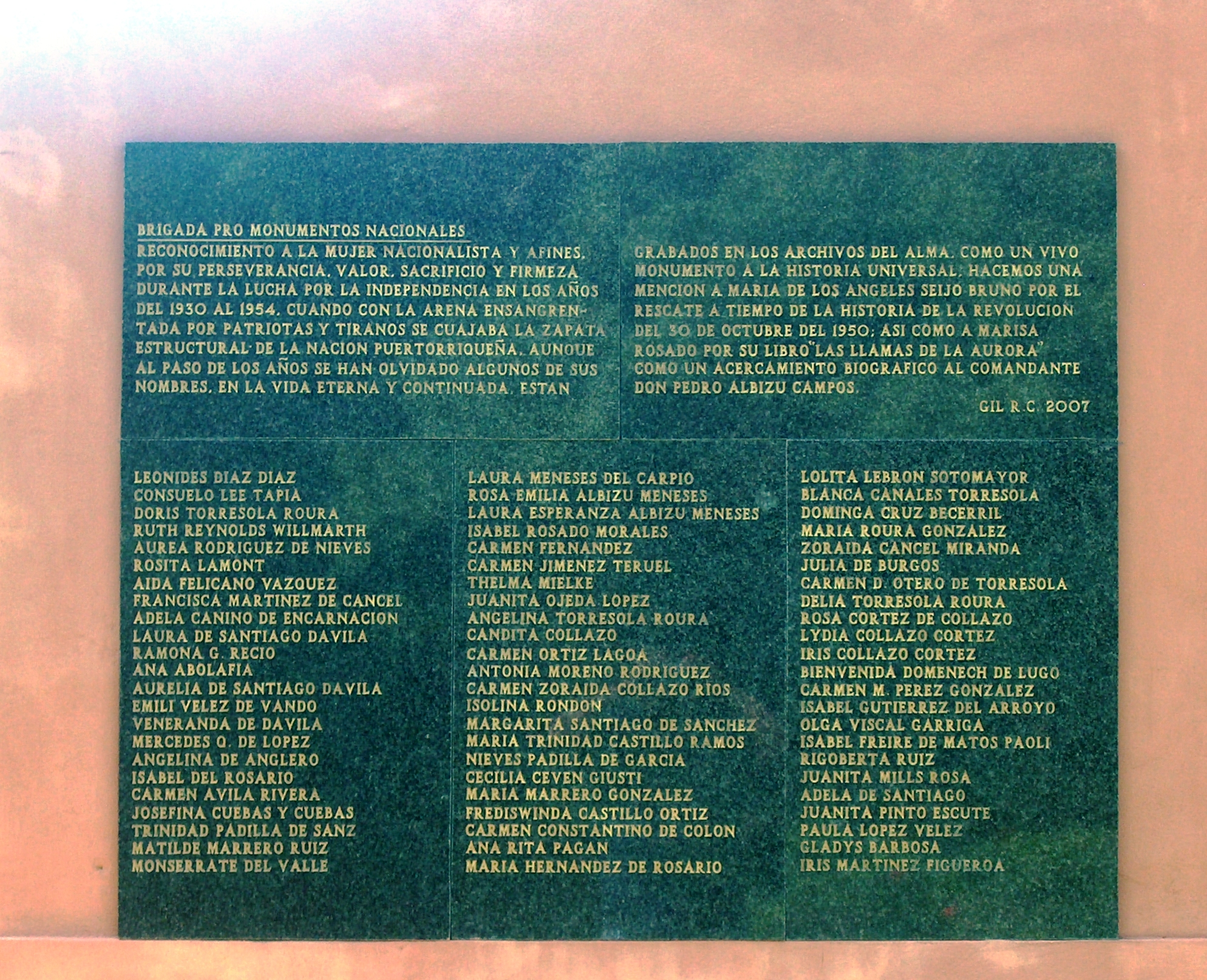
Placa honrando a las mujeres del Partido Nacionalistas de Puerto Rico